# Coryphantha potosiana
Coryphantha potosiana, conocido comúnmente como biznaga partida de San Luis, es una especie de planta suculenta perteneciente al género Coryphantha, dentro de la familia Cactaceae. Es endémica del noreste de México (concretamente de los estados mexicanos de Nuevo León, San Luis Potosí y Zacatecas).

## Descripción

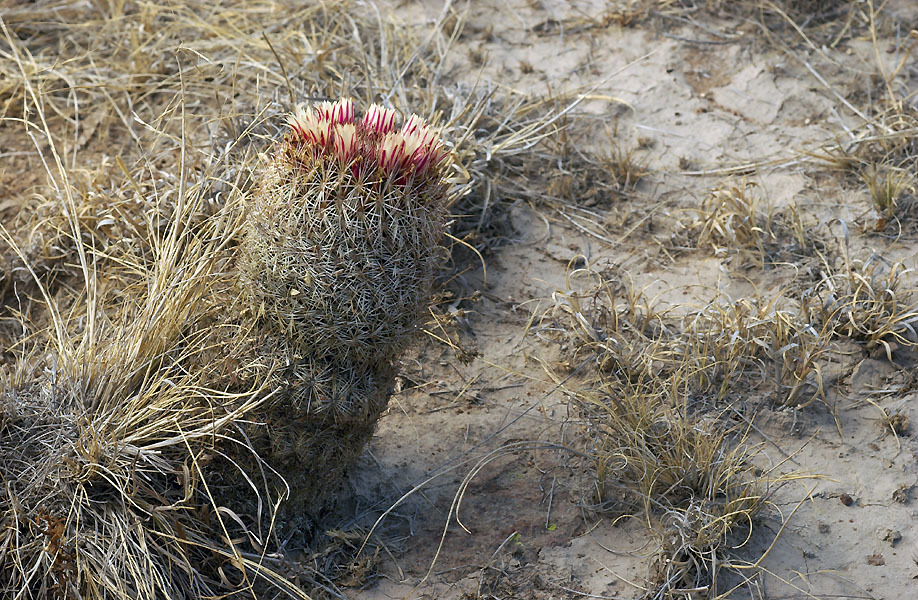
Porte de la planta

Coryphantha potosiana es una especie de cactus solitario de tallo globular a cilíndrico. Mide hasta 25 cm de alto y 8 cm de diámetro. Tiene la epidermis de color verde grisáceo con algunos puntos blancos.
Los tallos están cubiertos de tubérculos cónicos de 3 cm de largo y con la base de hasta 7 cm de ancho. En las axilas y en los surcos de las verrugas se localizan glándulas de néctar de color naranja amarillento.
En la punta de los tubérculos se asientan areolas ovaladas de hasta 2 mm de ancho y 4 mm de largo. Tienen una única espina central sobresaliente (que puede faltar), de color amarillento con la punta más oscura. Está ligeramente doblada hacia abajo y mide de 1,5 a 2,3 cm de largo. También tienen de 12 a 18 espinas radiales blanquecinas con la punta marrón, que se irradian y entrelazan, y miden hasta 1,1 cm de largo.

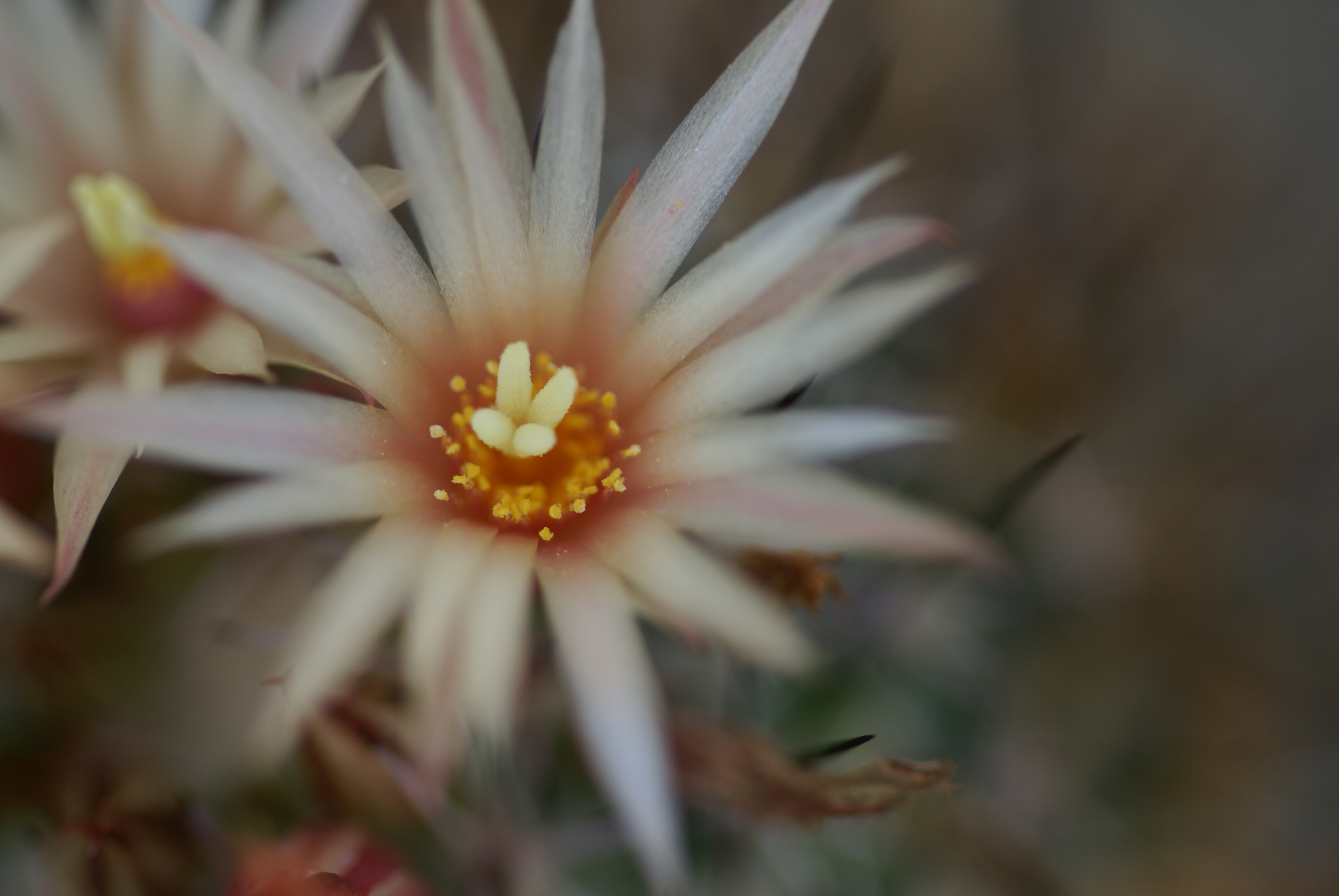
Detalle de la flor

Las flores son de color bronce claro a crema, miden hasta 2,2 cm de largo y alcanzan un diámetro de 2 cm. Los filamentos son rojizos con las anteras amarillas. 
Los frutos, que inicialmente son de color verde opaco, luego se vuelven de color amarillento a canela. Son jugosos y tienen longitudes de hasta 1,2 cm de largo y 0,6 cm de ancho. Tienen en su interior semillas de color pardo claro y miden 1 mm de ancho.

## Distribución y hábitat

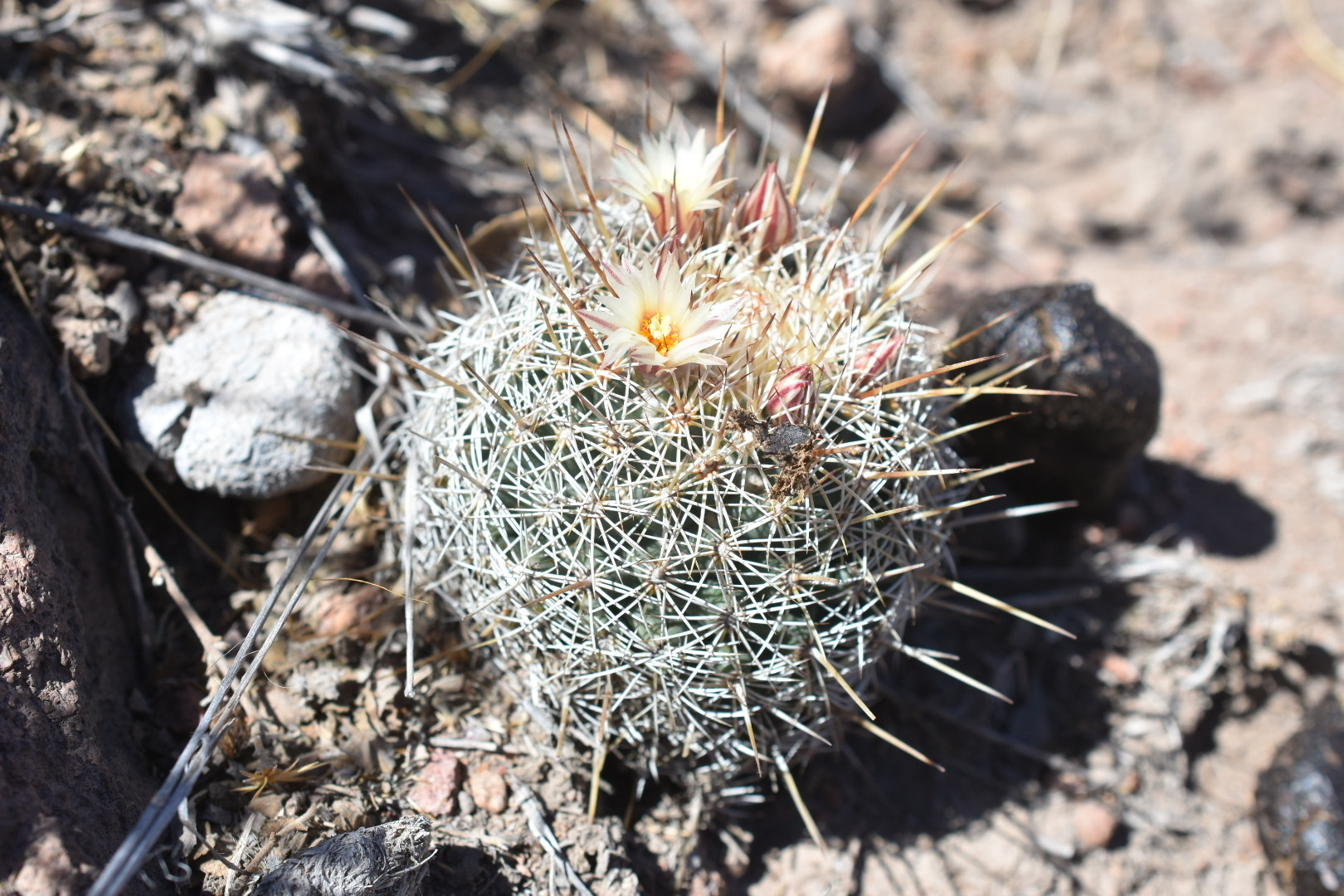
Planta en su hábitat

El área de distribución nativa de esta especie es el noreste de México (concretamente en los estados mexicanos de Nuevo León, San Luis Potosí y Zacatecas) y crece principalmente en biomas desérticos o de matorral seco.
Habita en pastizales planos, sobre suelos de grava o de origen volcánico. Crece cerca de plantas de los géneros Opuntia y Agave.

## Taxonomía
La primera descripción de esta especie fue como Mammillaria potosiana, publicada en 1856 por el botánico alemán Georg Albano von Jacobi en la revista científica Allgemeine Gartenzeitung 24: 92.
Posteriormente, los botánicos Charles Edward Glass, Robert Alan Foster y Gordon Douglas Rowley colocaron la especie en el género Coryphantha, pasando a llamarse Coryphantha potosiana y anotando estos cambios en la revista científica Repertorium Plantarum Succulentarum 21: 8 en el año 1972.

Etimología
- Coryphantha: nombre genérico que deriva del griego coryphe (que significa 'cima' o 'cabeza'), y anthos (que significa 'flor'), haciendo referencia a que las flores aparecen en el ápice de los tallos.
- potosiana: epíteto geográfico que hace referencia al estado mexicano de San Luis Potosí, lugar donde habita la especie.[7]

## Estado de conservación
En la Lista Roja de Especies Amenazadas de la UICN, la especie está clasificada como de “En Peligro Crítico (CR)”.
Entre las principales amenazas que sufre la especie, se encuentran la ganadería, el sobrepastoreo de cabras (que se comen las plantas) y la pérdida de hábitat a causa de la erosión.

## Usos
Se cultiva principalmente como planta ornamental y su propagación se realiza a través de semillas.